# Deutschland (важкий крейсер)
Deutschland («Дойчланд») перший з серії важких крейсерів Райхсфлоту, Крігсмаріне класу «Deutschland». Через обмеження Версальського договору на час розробки проєкту і закладення у Рейхсмаріне класифікувались панцирний корабель (нім. Panzerschiff). Лише 15 лютого 1940 були кваліфіковані як важкі крейсери. У Англії його назвали «кишеньковим лінкором» (англ. pocket battleships). Став першим кораблем нового Райхсфлоту.

## Історія служби

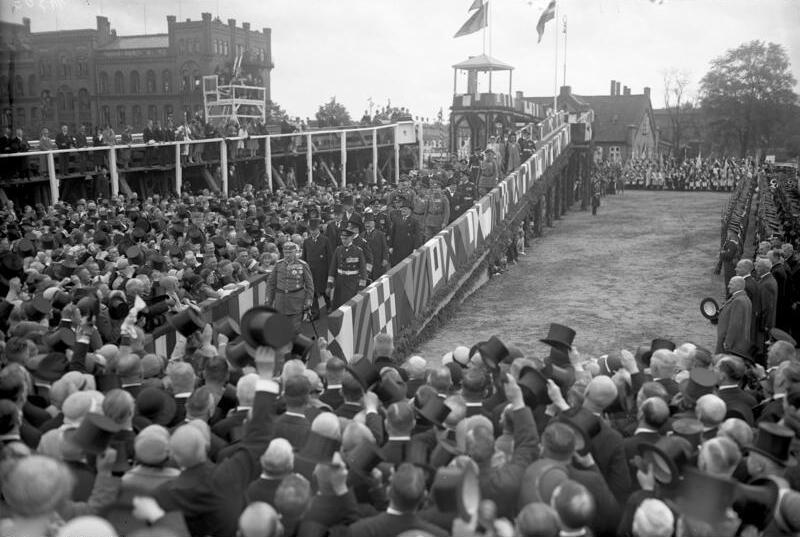
Прибуття канцлера Гінденбурга на спуск на воду крейсера

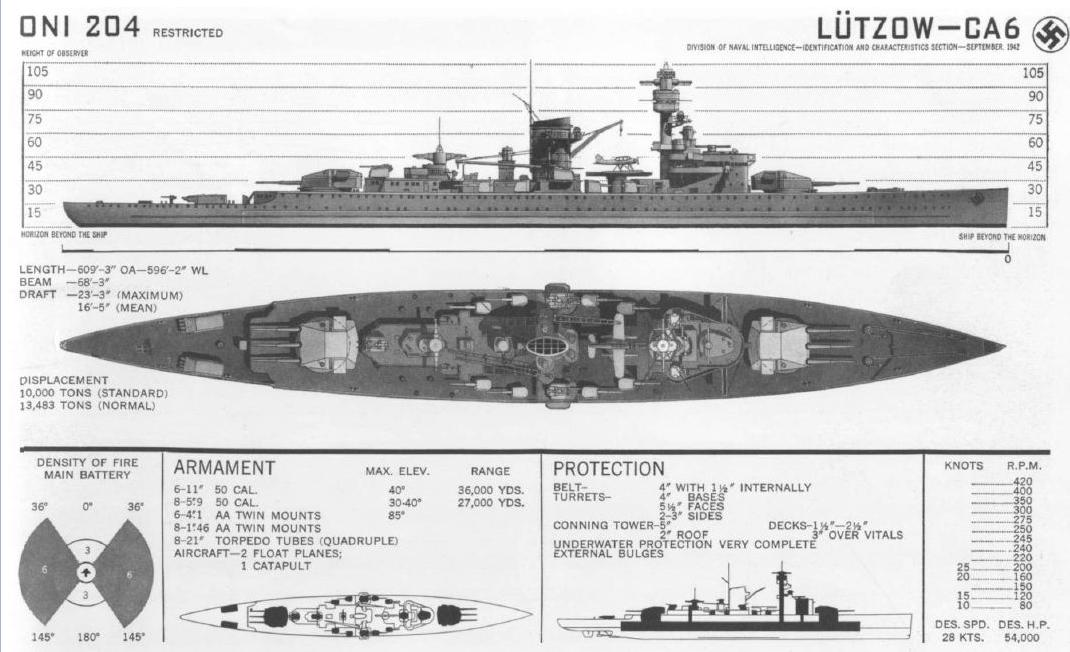
Lützow на листку розвідки ВМФ США. 1942

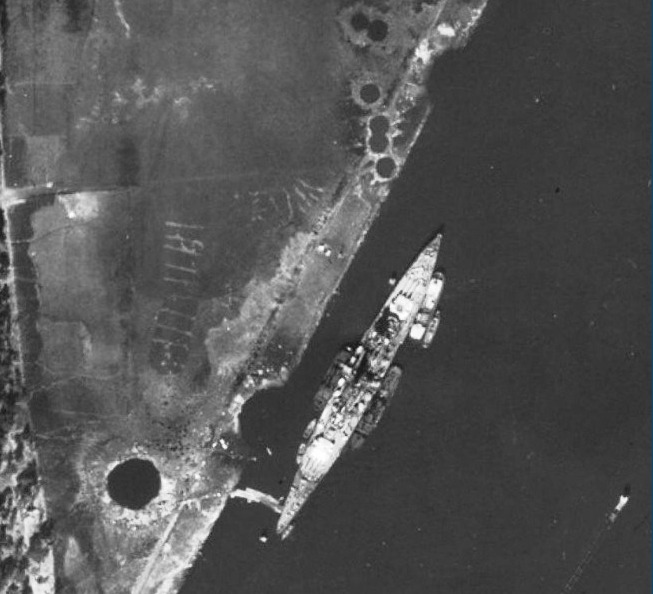
Пошкоджений корпус «Lützow». Квітень 1945

а поданням командувача флотом Ганса Ценкера 30 березня 1928 Райхстаг виділив 9,3 млн. райхсмарок на будівництво панцирного корабля «Deutschland» попри опір фракцій СДП і КПН.
На час прийняття до флоту 1 квітня 1933 «Deutschland» був найпотужнішим, найсучаснішем кораблем Райхсмаріне і у квітні 1934 з пропагандистською метою його відвідав Адольф Гітлер. Його використовували для візитів до іноземних портів. Для контролю за нейтралітетом він патрулював узбережжя Іспанії в час громадянської війни. У травні 1937 його пошкодила авіація республіканців.

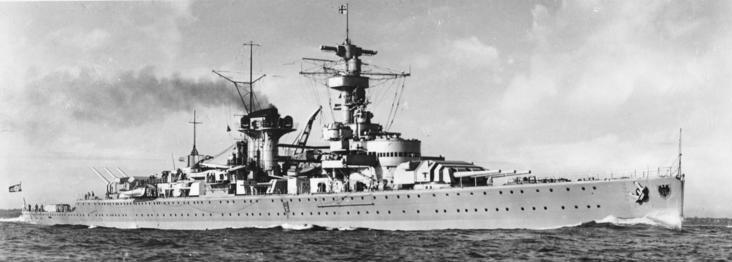
"Deutschland " в час патрулювання Іспанії. 1938

23 серпня 1939 він вийшов у море і до 15 листопада потопив 2 англійські кораблі тоннажем 7000 брт. Після повернення через можливість негативного пропагандистського ефекту у разі пошкодження чи затоплення йому присвоїли назву «Lützow» від недобудованого важкого крейсера класу Admiral Hipper, проданого до СРСР.
24./25 листопада «Lützow» був флагманом безуспішного рейду оперативної ескадри до протоки Скагеррак. Звідти відбув для модернізації на корабельню Данціга.

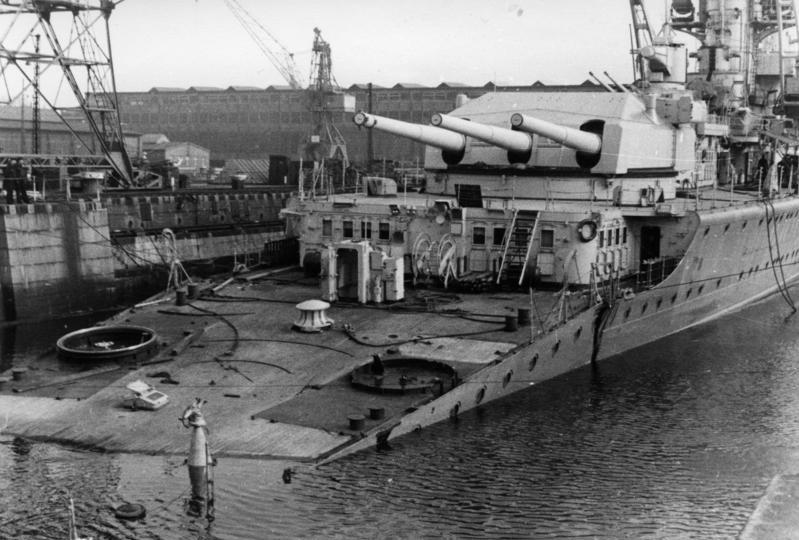
«Lützow» з напіввідірваною кормою у порті Кіль. Квітень 1940

У квітні 1940 у складі Групи 5 взяв участь в атаці на Осло. Після затоплення 9 квітня флагмана «Blücher»
очолив групу, захопивши 10 квітня Осло. При поверненні без супроводу біля мису Гренен був торпедований підводним човном «HMS Spearfish». Одна з 4 торпед пошкодила корму, вали гребних гвинтів, стерна були знищені. Корабель втратив хід, але на його щастя це була остання торпеда човна. До вечора 13 квітня три катери привели до Кіля крейсер, що набрав 1.300 т води.
Під час ремонту у Доку VI Німецької корабельні (нім. Deutsche Werke) 9 липня 1940 був пошкоджений бомбою при бомбардуванні міста. Лише 31 березня 1941 вийшов у море у супроводі 5 міноносців. Біля узбережжя Норвегії 12 червня отримав торпедне попадання з англійського торпедоносця Bristol Beaufort. Крейсер своїм ходом за 2 дні дійшов до бази Кіль, а ремонт у сухому доці тривав до 17 січня 1942 р. В час ремонту було замінено радар. Під сильною охороною був переведений до порту Нарвік (18-26 травня 1942). 3 липня як флагман ескадри вийшов для знищення конвою PQ 17 о 0.30, а вже о 2.45 від сильного удару об ґрунт зірвало бак моторної оливи Х, через що «Lützow» вернувся до Нарвіку. Стояв на ремонті у Німецькій корабельні Кіля (28 серпня — 30 жовтня).
8 грудня 1942 у супроводі міноносця вийшов до Норвегії. Наприкінці місяця брав участь у безуспішній операції «Regenbogen» (Веселка) по атаці конвою «JW-51B». У вересні 1943 повернувся у Кіль, а з жовтня 1943 по березень 1944 на корабельні Лієпаї. Використовувався як навчальний корабель. Використовувався у жовтні 1944 для підтримки наземних військ біля міста Мемель, острову Сааремаа, у грудні біля Мемелю, Гданська, Ельблонгу.
Разом з важкими крейсерами «Prinz Eugen», «Admiral Scheer» у лютому 1945 обстрілювали позиції Червоної Армії під Фромборком, Ельблонгом, Толькмицько, у березні біля Гданська, Готенгафен. Через брак набоїв відійшов до Свінемюнде, де 6 квітня став на якір біля каналу Кайзерфарт (нім. Kaiserfahrt). 16 квітня був атакований англійськими бомбардувальниками Avro Lancaster, які скинули бомби Tallboy вагою 5,4 т (2,4 т вибухівки). Від вибуху бомби поряд з кораблем вздовж ватерлінії виникла 20 м тріщина. 500-кг бомба вибухнула біля передньої башти, де запаси пороху не детонували. Інша 500 кг бомба пошкодила ніс корабля. Після ремонту артилерія задніх башт, частина 150-мм середньої артилерії, зенітні гармати використовувались для обстрілу танків, що атакували Штеттін. Через важкі втрати розглядався варіант застосування ракет V1. 4 травня 1945 «Lützow» підірвав власний екіпаж, знищивши вцілілі башти, корму, дизелі.
Крейсер 26 серпня 1946 включили до складу Балтійського флоту і підняли до липня 1947 р. Через пошкодження його визнали непридатним для використання і 20 липня 1947 вивели в море і потопили на глибині 110 м.